# Malo (zoologia)
Malo Gershwin, 2005 è un genere di cubomedusa della famiglia Carukiidae. Le cubomeduse del genere Malo sono capaci di trasmettere per contatto una sindrome simile a quella Irukandji e all'origine di serie intossicazioni.

## Descrizione
Come in tutti membri della famiglia Carukiidae, nelle Malo  sono assenti i filamenti gastrici e la nicchia di ogni ropalio è aggrottata e dispone di corna del ropalio corte.  Le dimensioni delle meduse Malo sono particolarmente ridotte: la M. maxima è la più grande con 50 mm di altezza della campana, mentre la più piccola è la M. bella che misura in media 20 mm di altezza.
La specie tipo è M. maxima Gershwin, 2005.

## Tossicità
Gli effetti della sindrome "Irukandji-like" delle meduse Malo hanno le stesse basi della normale sindrome di Irukandji e differiscono da specie a specie. In certi casi gli effetti sono più lievi ed in altri molto più gravi: è noto il caso che ha portato al decesso di Robert King, turista statunitense punto da una medusa in Australia e alla quale ha lasciato il suo nome.
Il meccanismo all'origine della sindrome di Irukandji potrebbe essere stato presente in un antenato comune delle meduse Carybdeida, dato che molte meduse di questo ordine sono capaci di trasmettere la sindrome o sintomi simili. La capacità di causare la sindrome di Irukandji 
sarebbe stata perduta in seguito, tipicamente lungo i lignaggi genetici che hanno portato alle famiglie Carybdeidae e Tripedaliidae.

## Tassonomia
Sono presenti quattro specie appartenenti al genere Malo:
- Malo bella Gershwin, 2014
- Malo filipina Bentlage & Lewis, 2012
- Malo kingi  Gershwin, 2007
- Malo maxima Gershwin, 2005